# Abell 2199
Abell 2199 est un amas de galaxies située dans la constellation de la Vierge à environ 590 millions d'années-lumière (180 Mpc) de la Voie lactée.

La galaxie elliptique géante qui se trouve en son centre est en train d'avaler plusieurs galaxies de la dimension la Voie lactée[réf. souhaitée].